# Sean Michaels (écrivain)
Pour les articles homonymes, voir Sean Michaels (homonymie) et Michaels.
Ne doit pas être confondu avec Sean-Michael Stephen, Sean Michael McClain ou Shawn Michaels.
Sean Michaels, né en 1982 à Stirling en Écosse, est un journaliste musical, chroniqueur et écrivain canadien,.

## Biographie
Sean Michaels grandit à Ottawa, puis s’établit, en 2000, à Montréal où il vit toujours. En 2003, il fonde Said the Gramophone, l'un des premiers blogues musicaux. En plus de travailler pour des publications comme The Guardian, Pitchfork et Rolling Stone visant à définir la musique indie de Montréal, Sean Michaels est chroniqueur au Globe & Mail. « Sean a une plume extraordinaire et une sensibilité multiple. Blogueur de musique et issu de la culture numérique des années 1990, il a le talent pour écrire des choses intangibles ».
Comme romancier, il publie Us conductors (Tin House Books, 2014) traduit de l'anglais par Catherine Leroux sous le titre Corps conducteurs (Alto, 2016). « Cette histoire de science et d'espionnage, d'inventions et de guerre froide se déroule il y a environ un siècle, quand l'idée de jours meilleurs était une affaire quotidienne »,. Il fait ensuite paraitre The wagers (Random House Canada, 2019) également traduit par Catherine Leroux sous le titre Les coups de dés (Alto, 2021). Avec ce roman, « il offre cette fois une fabulation foisonnante et excentrique sur le destin, la bonne étoile et les limites de la chance et du hasard »,.
Michaels participe également, avec le programmeur Édouard Lanctôt-Benoit, la monteuse Caroline Robert et Vincent Morisset, à la création d'une expérience interactive sur téléphone intelligent, Motto, à la frontière des arts interactifs et de la littérature. Dans cette œuvre, « les nouvelles technologies servent à raconter un récit littéraire, la légèreté du web et des réseaux sociaux est au service de la profondeur du récit et bien qu'elle soit collective, l'expérience est très intime »,.
Récipiendaire du Prix Banque Scotia Giller, du Prix Paragraphe Hugh MacLennan ainsi que du Paragraphe Hugh MacLennan Prize for Fiction de la Quebec Writers’ Federation, Sean Michaels est également finaliste au Prix des libraires du Québec. Il remporte aussi le Prix John-Glassco pour la traduction. En 2021, il reçoit le Prix Gémeaux, meilleure expérience interactive, le Prix Nouvelles Écritures ainsi que Numix, Grand prix et prix de l'expérience en ligne originale,.

## Œuvres

### Fiction
En anglais
- Us conductors : in which I seek the heart of Clara Rockmore, my one true love, finest theremin player the world will ever know, Portland, Tin House Books, 2014, n.p.  (ISBN 9780345813343)
- The wagers, Toronto, Random House Canada, 2019, 368 p.  (ISBN 9780735278127)

En français
- Corps conducteurs : où je cherche le cœur de Clara Rockmore, mon seul et unique amour, la plus grande joueuse de thérémine que le monde connaîtra jamais, traduit de l'anglais par Catherine Leroux, Québec, Alto, 2016, 389 p. [Paris, Rivages, 2016, 444 p.]  (ISBN 9782896942091 et 9782743634834)
- Les coups de dés, traduit de l'anglais par Catherine Leroux, Québec, Alto, 2021, 401 p.  (ISBN 9782896944873 et 2896944877)

## Prix et honneurs
- Récipiendaire : Prix Banque Scotia Giller (pour Us Conductors)[3]
- Récipiendaire : Prix Paragraphe Hugh MacLennan (pour Us Conductors)
- Récipiendaire : Paragraphe Hugh MacLennan Prize for Fiction de la Quebec Writers’ Federation (pour Us Conductors)[3]
- Finaliste : Prix des libraires du Québec (pour Corps conducteurs)[3]
- Récipiendaire : Prix John-Glassco pour la traduction (pour Corps conducteurs)[12]
- Récipiendaire : Prix Gémeaux, meilleure expérience interactive (pour Motto)[3]
- Récipiendaire : Prix Nouvelles Écritures (pour Motto)[3]
- Récipiendaire : Numix, Grand prix et prix de l'expérience en ligne originale (pour Motto)[3]